# Chryse e Argyre
Chryse e Argyre erano una coppia di isole leggendarie, situate nell'oceano Indiano, che si diceva fossero fatte di oro (chrysos in greco) e di argento (argyros).
Nel capitolo 23 del VI libro della sua Storia Naturale, Plinio il Vecchio (23-79 d.C.) afferma che al largo della foce dell'Indo si trovano le isole di Crise e Argire, «ricche, a mio avviso, di miniere, perché avrei difficoltà a credere che il loro suolo sia d'oro e d'argento, come alcuni sono inclini a ritenere».

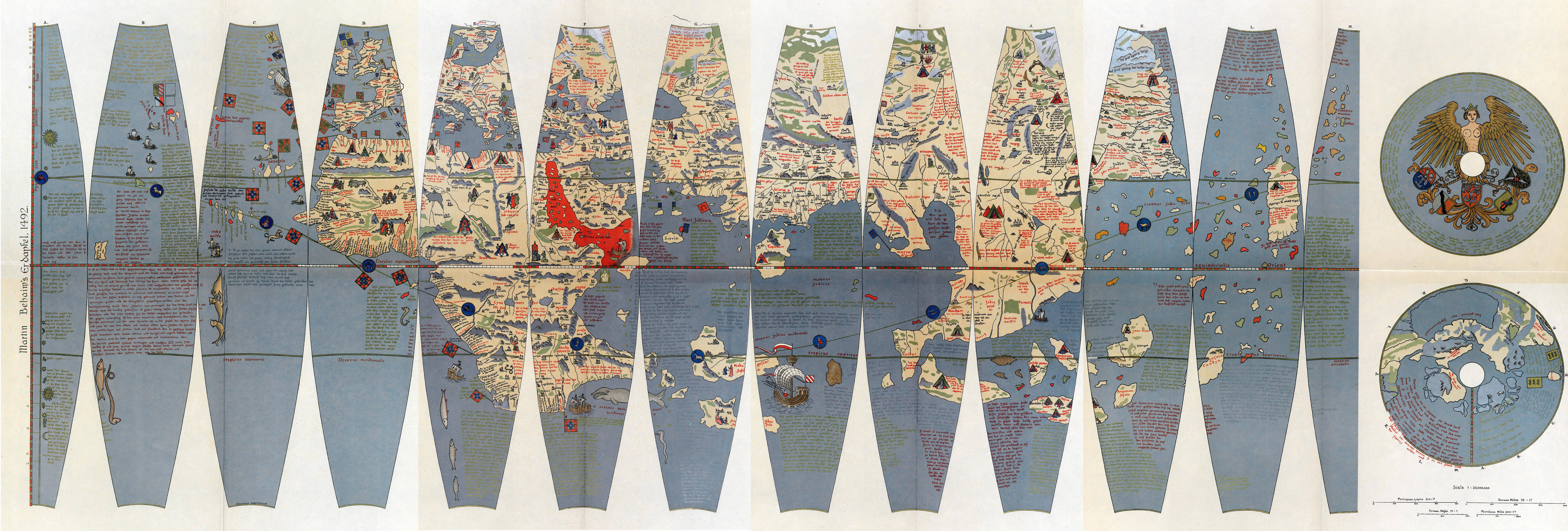
Una copia moderna dellErdapfel di Martin Behaim (1492). Chryse e Argyre sono poste nella stessa sezione di mappa del Cipangu (Giappone), a destra: Chryse (Crisis), di colore giallo-bruno, è proprio ad ovest della sua estremità occidentale, mentre Argyre (Argire), di colore bianco, è a sud-ovest di Chryse. Si noti l'assenza delle Americhe.

Circa cinque o sei secoli dopo, nella sezione VI,11 del XIV libro dell'opera enciclopedica Etimologie, Isidoro di Siviglia (ca. 560-636) ripete più o meno le stesse informazioni: «Le isole Crisia ed Argiria si trovano nell'Oceano Indiano. Sono così ricche di differenti metalli che molti hanno detto che il loro suolo è formato da oro ed argento, donde anche il loro nome». Questa informazione è stata quasi certamente ricavata - come anche in altri casi nelle Etymologies, come lo stesso Isidoro ammette liberamente - direttamente dalla Storia Naturale. Entrambe queste opere latine, la Storia Naturale e specialmente le Etimologie, furono ampiamente lette in Europa per tutto il Medioevo, e questo assicurò la sopravvivenza della leggenda delle isole d'oro e d'argento fino all'inizio delle grandi scoperte geografiche.
Man mano che i geografi europei raccoglievano informazioni più affidabili sull'oceano Indiano, la presunta posizione di Chryse e Argyre si spostò sempre più a est ai confini del mondo conosciuto. Quando Martin Behaim creò il suo globo Erdapfel nel 1492, si credeva che queste isole fossero vicine al Giappone, forse perché Marco Polo aveva dichiarato che il Giappone stesso (che chiamò Cipangu) era ricco di oro e di argento; Behaim è noto per aver usato come fonti sia Plinio che Marco Polo.

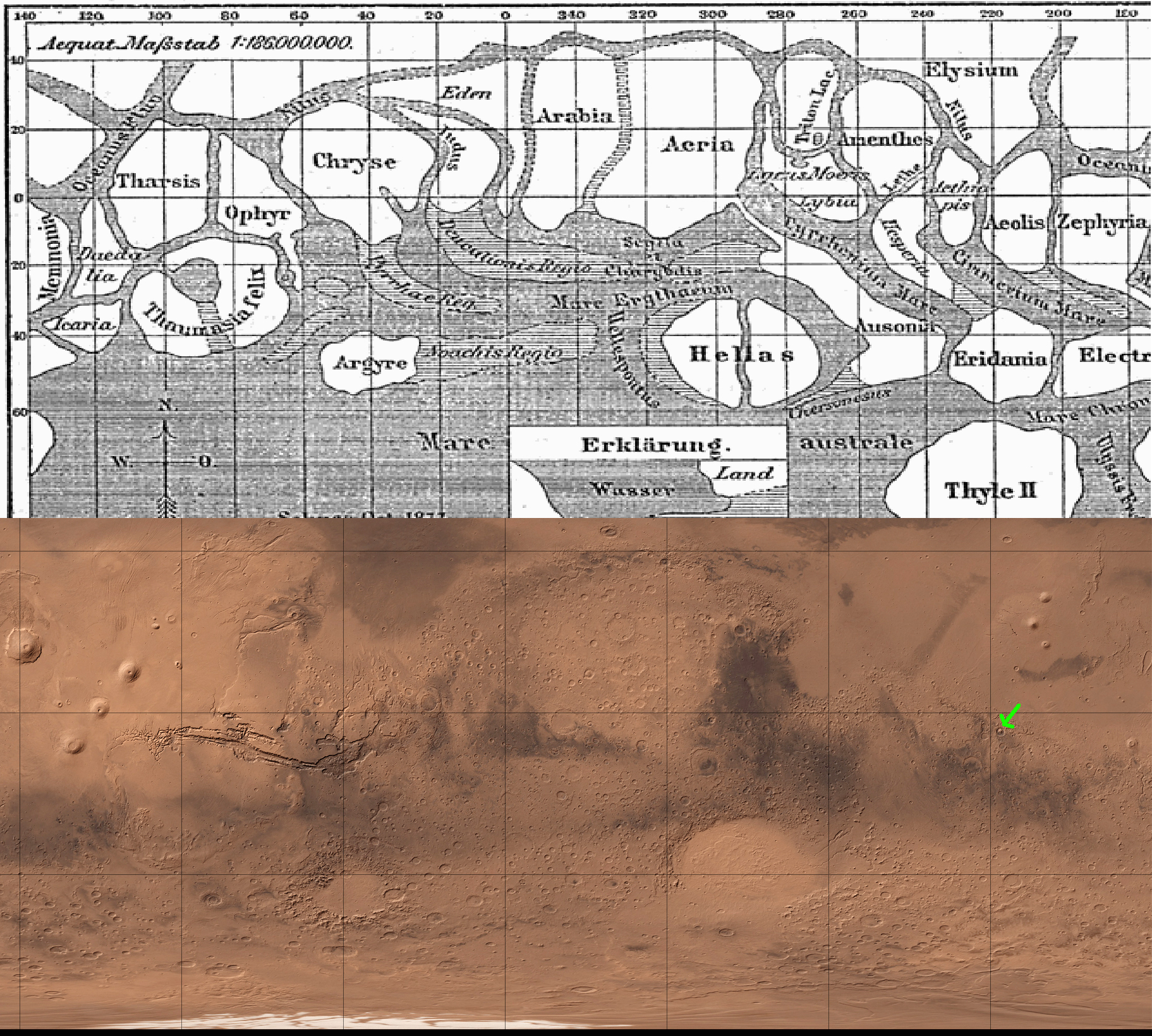
La mappa di Schiaparelli (1877) a confronto con la superficie di Marte vista dal Mariner 9. Chryse e Argyre sono al centro a sinistra.

La scoperta delle Americhe cambiò ogni cosa. Gli esploratori europei alla ricerca di favolose terre dell'oro iniziarono a navigare ad ovest, verso l'El Dorado, invece che ad est, verso il Cipangu. L'opera di Isidoro di Siviglia cadde nel dimenticatoio e le isole di Chryse e Argyre sparirono lentamente dall'immaginario popolare.
Nel 1877, tuttavia, i loro nomi furono riportati in auge dall'astronomo Giovanni Schiaparelli, che sfruttò l'opposizione planetaria di quell'anno per iniziare a mappare il pianeta Marte. Come esperto di astronomia e geografia antiche conosceva bene le leggende classiche e le terre leggendarie, e da esse traeva ispirazione per nominare le formazioni che poteva vedere attraverso il telescopio. Ipotizzò che le aree scure presenti sul pianeta fossero bassi «mari» pianeggianti, come quelli della Luna, mentre le «terre» fossero le zone più chiare. Notò in particolare alcune zone chiare che scambiò per isole: nominò così la più grande e circolare Hellas (dall'antico nome della Grecia) e le altre due Chryse e Argyre.
Fu solo con le osservazioni compiute dall'orbita marziana della Mariner 9 nel 1972 che divenne chiaro che queste aree chiare non erano affatto isole, ma depressioni tappezzate di polveri spazzate dal vento. Chryse è in realtà una distesa pianeggiante, ma il nome è stato mantenuto, ed è ora nota come Chryse Planitia, «pianura di Chryse». Argyre (come Hellas) è invece un cratere ad ampio impatto, noto oggi come Argyre Planitia, «pianura di Argyre», che a sua volta ha dato il nome a uno dei quadrangoli cartografici dell'atlante marziano.